# The Nihilistic Front
The Nihilistic Front ist eine 2005 in Melbourne gegründete Death-Doom-Band. Die Gruppe verzichtete über Jahre auf Werbung und Auftritte und veröffentlichte ihre Musik ohne unterstützendes Label. Erst das vierte Studioalbum, Procession to Annihiliation, erschien in Kooperation mit einer Plattenfirma und bescherte der Band internationale Bekanntheit.

## Geschichte
Der zuvor bei der Black-Metal-Band Antichrist und den Death-Metal-Bands Excarnated und Abominator als Gitarrist aktive Gary Martin gründete The Nihilistic Front 2005 als Soloprojekt. Martin strebte ursprünglich danach, den Klang von Godflesh und Disembowelment rein instrumental zu adaptieren. Nach ersten Proben beschloss Martin, einen Sänger hinzuzuziehen, da er mit dem Ergebnis als Ein-Mann-Instrumentalprojekt unzufrieden war. So trat noch vor den ersten Aufnahmen der Sänger Chris Newell dem Projekt bei, der mit Martin gemeinsam schon bei Antichrist und Excarnated gespielt hatte. Sie verständigten sich auf einen gemeinsamen musikalischen Nenner und beschlossen, nicht live aufzutreten. Diese selbstverordnete Bühnenabstinenz relativierte das Duo einige Jahre später.
Im Juni 2006 begann The Nihilistic Front mit den Aufnahmen des Debütalbums, das am Anfang des folgenden Jahres unter dem Titel The Four Seasons in Misery im Selbstverlag erschien. Die Gruppe verzichtete auf jede Promotion des Albums, das als CD über kleine Musikvertriebe sowie den Online-Dienst Bandcamp vermarktet wurde. Das Album wurde meist knapp positiv bewertet und als Amalgam aus Funeral-, Death- und Drone-Doom sowie als „schön krank und krass“ klingend bezeichnet.
Im Anschluss an die Debütveröffentlichung begann das Duo mit Aufnahmen zur EP The Null Factor Law, die ursprünglich 2007 als LP erscheinen sollte. Die Veröffentlichung blieb allerdings vorerst aus. Die EP wurde erst 2010 via Bandcamp zum Download angeboten. Anstelle der EP nahm The Nihilistic Front bis zum Frühjahr 2009 das Album Total Disgust for Mankind auf, das als CD ebenfalls im Selbstverlag erschien und über die gleichen Vertriebswege wie das Debüt vermarktet wurde. Das Album wurde aufgrund des weiteren Ausbleibens jeder Werbung in eigener Sache nur selten besprochen, in den wenigen Rezensionen jedoch hoch gelobt und als ein „Meisterwerk“ des extremen Doom Metals bezeichnet.
Nach dem Erscheinen von Total Disgust for Mankind legten Martin und Newell eine Bandpause ein, um sich anderen Projekten zu widmen, lediglich die EP The Null Factor Law wurde als Download über Bandcamp veröffentlicht. Mitte des Jahres 2011 kam das Duo erneut zusammen, um das dritte Studioalbum Apocryphal Dirge einzuspielen. Da The Nihilistic Front weiterhin auf jede Promotion ihrer Musik verzichtete, wurden The Null Factor Law und Apocryphal Dirge kaum international beachtet, derweil die wenigen vorhandenen Besprechungen der Band erneut eine hohe Qualität sowie eine herausstechende Eigenständigkeit bescheinigten.
Unmittelbar nach der Veröffentlichung von Apocryphal Dirge schrieb das Duo weiteres Material. Zeitgleich stellte The Nihilistic Front eine erste Promo-Kompilation zusammen und verschickte diese an Musikmagazine und Plattenfirmen. Stu Gregg von Aesthetic Death Records, der schon zuvor im Austausch mit der Band gestanden und einige ihrer früheren Alben vertrieben hatte, bot der Gruppe einen Vertrag an. Laut Martin war eine Kooperation mit dem britischen Label schon zu Apocryphal Dirge geplant, aber an Terminschwierigkeiten gescheitert. Erst in der Kooperation mit Aesthetic Death Records wurde der Band die Möglichkeit eröffnet, das Album ohne Verzögerung nach der Produktion über ein Label zu veröffentlichen. Während der Werbephase zum vierten Studioalbum verkündete das Duo, erstmals live in Erscheinung treten zu wollen. Procession to Annihiliation erschien 2013 als viertes Studioalbum. Das Album erhielt internationale Beachtung und wurde entsprechend rezensiert. Anders als bei vorherigen Veröffentlichungen, die nur wenig wahrgenommen wurden, befassten sich mit Procession to Annihiliation unter anderem deutsche, niederländische, italienische, österreichische, britische, finnische, russische, amerikanische und indische Webzines. Die Bewertungen des Albums reichten von der Bezeichnung als „kompletter Fehlschlag“ auf Vampster, über die Einordnung als Album, welches zwar „einen gewissen Reiz“ ausstrahle, aber dennoch ein Album „für die wenigsten Tage“ sei auf Amboss Mag bis hin zu hohen Bewertungen als Musik mit einem „monolithischen Klang, der vom ersten Augenblick an seine Wirkung erziele.“
Nach den ersten Promotionstätigkeiten durch das Label und Interviews bestritt The Nihilistic Front am 19. April 2014 beim Black- und Death-Metal-Festival When Terror Unites in Melbourne ihr Bühnendebüt. Um diesen halbstündigen Auftritt absolvieren zu können, luden Martin und Newell den Schlagzeuger Paul Mazziotta von Disembowelment und Inverloch sowie den Bassisten Nick Warren von Asbestosisis als Liveunterstützung hinzu. Bei diesem Auftritt präsentierte die Gruppe ausschließlich neue, bis dahin unveröffentlichte Stücke. Im Anschluss an den Auftritt entschieden sich die Musiker, die Bandbesetzung in dieser Form beizubehalten, gemeinsam an neuem Material zu arbeiten und weiterhin vereinzelte Auftritte zu absolvieren. Nach 2014 blieben weitere Verlautbarungen oder Veröffentlichungen der Gruppe aus.

## Werk und Wirkung
Das Werk von The Nihilistic Front wird von Kritikern als geschlossenes Konzept betrachtet. Die Gestaltung der Tonträger ergänzt die als apokalyptisch bezeichnete Wirkung der Musik. Dabei zielen Musik und Gestaltung laut Martin auf eine entsprechend nihilistische und misanthropische Stimmung. Die Musiker beschreiben den experimentellen Charakter der Aufnahmen und Auftritte als wesentlichen Aspekt der Gruppe.
Martin legte Wert darauf, dass die Band nicht als „Live-Entität“ existiere. Auch nach dem Bühnendebüt der Gruppe gab er an, dass Auftritte nur gelegentlich absolviert werden sollten. Martin und Newell lehnten Auftritte anfänglich aufgrund des experimentellen Charakters der Gruppe ab, dieser käme in einstudierten Auftritten nicht zum Ausdruck. So sei bereits veröffentlichtes Material abgeschlossen und für die Musiker nur bedingt interessant. Entsprechend präsentierte die Gruppe bei Auftritten neues bis dahin unveröffentlichtes Material.
Martins Anspruch, fertiges Material schnellstmöglich zu veröffentlichen, stand ebenfalls potentielle Kooperationen mit etwaigen Labeln aufgrund der obligatorischen Verzögerung im Weg.

### Entstehung der Stücke
Das Gros des instrumentalen Teils der Musik wird von Martin geschrieben und vorgegeben. Zum Teil gibt er Aufnahmen fertiger Stücke an Newell, zum Teil Aufnahmen von Kernelementen wie Sammlungen von Gitarrenriffs, welche beiden anschließend gemeinsam ausarbeiten und vervollständigen. Die endgültige Ausarbeitung neuer Stücke vor den Aufnahmen erfolgt zumeist gemeinsam. Newell und Martin proben die Stücke hierzu in einem abgedunkelten Raum, der die Musiker in eine klaustrophobische Stimmung versetzt. Laut Martin ermögliche die Dunkelheit den Musiker die eigene Identität zu überwinden und für den Zeitraum des Probens jemand anderes zu werden. Insbesondere die Lautstärke der PA-Anlage und die Hitze im Proberaum ergänzten den Erfahrungsraum.
Für die Texte der Gruppe ist ausschließlich Newell verantwortlich. Nach Martin entsprechen Newells Texte häufig nicht Martins ursprünglicher Intention beim Schreiben der Musik, dennoch seien Gesang und Texte integraler Bestandteil der Musik und ein wichtiger Teil des angestrebten Gesamtkunstwerkes.

### Gestalterisches Konzept

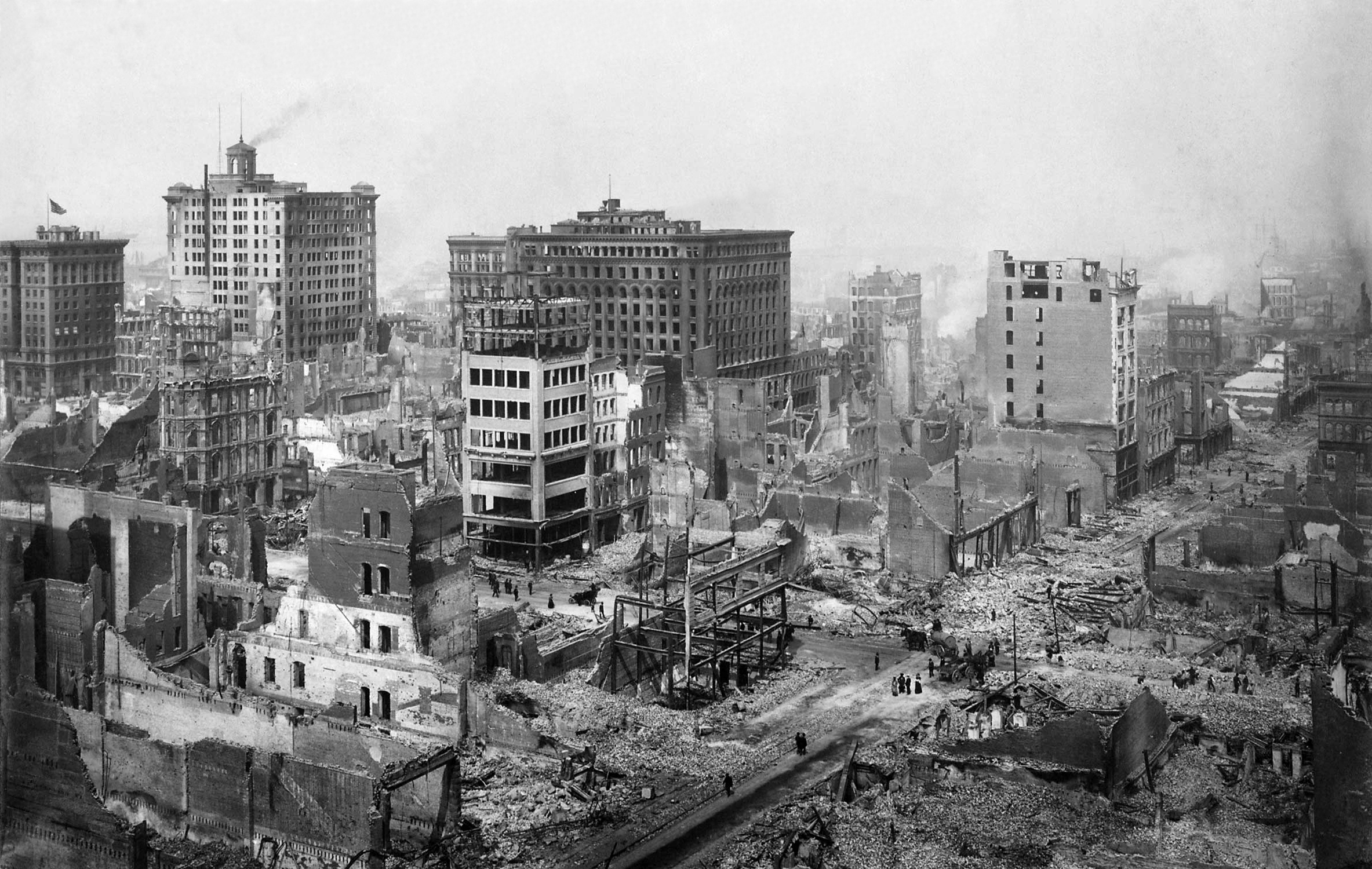
Das zur Gestaltung des Albums Procession to Annihilation genutzte Bild

Zur Gestaltung der Alben nutzt die Band Schwarzweißfotografien von verfallenen Gebäuden, welche nach Martin der Stimmung der Musik entsprechen. Dazu betont er, dass für ihn die visuelle Komponente ein wichtiger Bestandteil der Alben sei. Jedoch sei kein Bezug zu den abgebildeten Orten auszumachen, lediglich die emotionale Wirkung der Bilder sei für ihn von Bedeutung. So nutzte das Duo den Ausschnitt eines Bildes von H. D. Chadwick, welches Ruinen im Bereich der Post- und Grant Avenue nach dem Erdbeben von San Francisco 1906 zeigt, zur Gestaltung des Albums Procession to Annihilation ohne entsprechende Herkunftsangaben. In Rezensionen wurde das Bild als Abbildung kriegerischer oder terroristischer Zerstörung interpretiert sowie apokalyptisch verortet. Auf den Abdruck der Texte verzichtet die Band aufgrund des gestalterischen Konzeptes.

### Rezeption und Einflüsse
Dem Internetmagazin Hateful Metal zufolge stimme diese Gestaltung den Rezipienten auf die von The Nihilistic Front gespielte Musik ein. Das Duo spiele „derben und zermürbenden Doom, der diese apokalyptische Szenerie bestens wiedergibt.“ Im Spektrum des Doom Metals wird die Musik dabei mit unterschiedlichen Subströmungen assoziiert, zumeist mit dem Death- oder dem Funeral-Doom, häufig mit Querverweisen auf Industrial Metal und Drone Doom. Als vergleichbare Gruppen werden meist Disembowelment und Godflesh genannt, zur weiteren Verortung der gespielten Musik wird The Nihilistic Front mit Gruppen wie Sunn O))), Moss, entschleunigten Ufomammut, Skepticism und Tyranny verglichen.
Martin bestätigt den assoziierten Einfluss durch Disembowelment und Godflesh. Ebenso nimmt er auf weitere, der als Vergleich herangezogenen Interpreten Bezug und bezeichnet Cthonic Rites von Moss als das extremste je aufgenommene Doom-Album, weshalb es für ihn „auf eine Furcht erregende Art inspirierend“ sei. Neben Moss habe ihn die Musik der frühen Boris und Sunn O))) erst dazu angeregt, die Band zu gründen.

### Stil
Die Band nennt den eigenen Stil Extreme Fucking Doom. In positiven Rezensionen wird ihr eine hypnotische sowie „absolut dunkle und brutale Atmosphäre“ attestiert, diese sei „nicht einfach nur düster und verstörend, sondern auch in Teilen sehr obskur und makaber“ und von einer „beängstigenden Anspannung erfüllt.“ Entsprechend wird Procession to Annihilation als „unglaublich trostloses Album“ umschrieben, „das nicht das Leiden der Opfer, die Trauer und den Verlust widerspiegelt, sondern dem Tribut zollt, was für das Leid verantwortlich ist. Tod, Zerstörung, Untergang.“
Als maßgebende Elemente der Atmosphäre werden das Gitarrenspiel sowie die unterschiedlichen Gesangsstimmen benannt. Martins Gitarrenspiel sei durch eine enorme Verzerrung gekennzeichnet und mitunter fuzzy. Dabei nutze das als „lärmend“ sowie als „hypnotisch“ beschriebene und riffbetonte Gitarrenspiel Tremoloriffs und den gezielten Einsatz von Rückkopplungen. Der Gesang sei überwiegend „in abgrundtiefe Growls geschraubt“, jedoch dennoch „variabel [da] der Gesang, der überwiegend überaus tief und monoton ist, […] hin und wieder auch zu markerschütterndem Gekeife ausufert.“ Der per Drumcomputer generierte Rhythmus hingegen gilt als schlicht und langsam, gelegentlich als „fragmentiert“. Das Tempo würde nur selten „geringfügig angezogen“. Dem Amboss Mag zur Folge „lockern kleine industrialähnliche Elektroeinspieler das Ganze etwas auf.“